# Praia da Vinha da Areia
Die Praia da Vinha da Areia ist ein Sandstrand in der portugiesischen Kleinstadt Vila Franca do Campo auf der Azoreninsel São Miguel. 
Der etwa 320 Meter lange und breite Strandabschnitt liegt nahezu gegenüber der Ilhéu de Vila Franca do Campo. 